# Philip Sporn
Philip Sporn (Folotwin, 25 de novembro de 1896 — Nova Iorque, 23 de janeiro de 1978) foi um engenheiro elétrico austríaco.
Foi presidente e chefe executivo da American Gas and Electric Company. Recebeu a Medalha Edison IEEE de 1945.